# قيادة الحلفاء البحرية
قالب:SHAPE commands قيادة الحلفاء البحرية ( MARCOM ) هي القيادة المركزية لجميع القوات البحرية للناتو والقائد MARCOM هو المستشار البحري الرئيسي للتحالف. عندما يوجهه القائد الأعلى للحلفاء في أوروبا (SACEUR)، فإنه يوفر جوهر المقر الرئيسي المسؤول عن إدارة العمليات البحرية. يقع مقر القيادة في مقر نورثوود شمال غرب لندن.

## وظيفة
تم إنشاء MARCOM من خلال مجلس شمال الأطلسي لضمان قابلية التشغيل المتبادل لقوات الناتو البحرية، وتم وضعها مباشرة تحت القائد الأعلى للحلفاء في أوروبا لتكون الصوت الرائد في القضايا البحرية داخل الحلف. وهي مسؤولة عن تخطيط وتنفيذ جميع العمليات البحرية للناتو.

## الهيكل الحالي
قالب:Allied Command Operations
Liaison:          Provides advice and support to the NAC